# Chuông

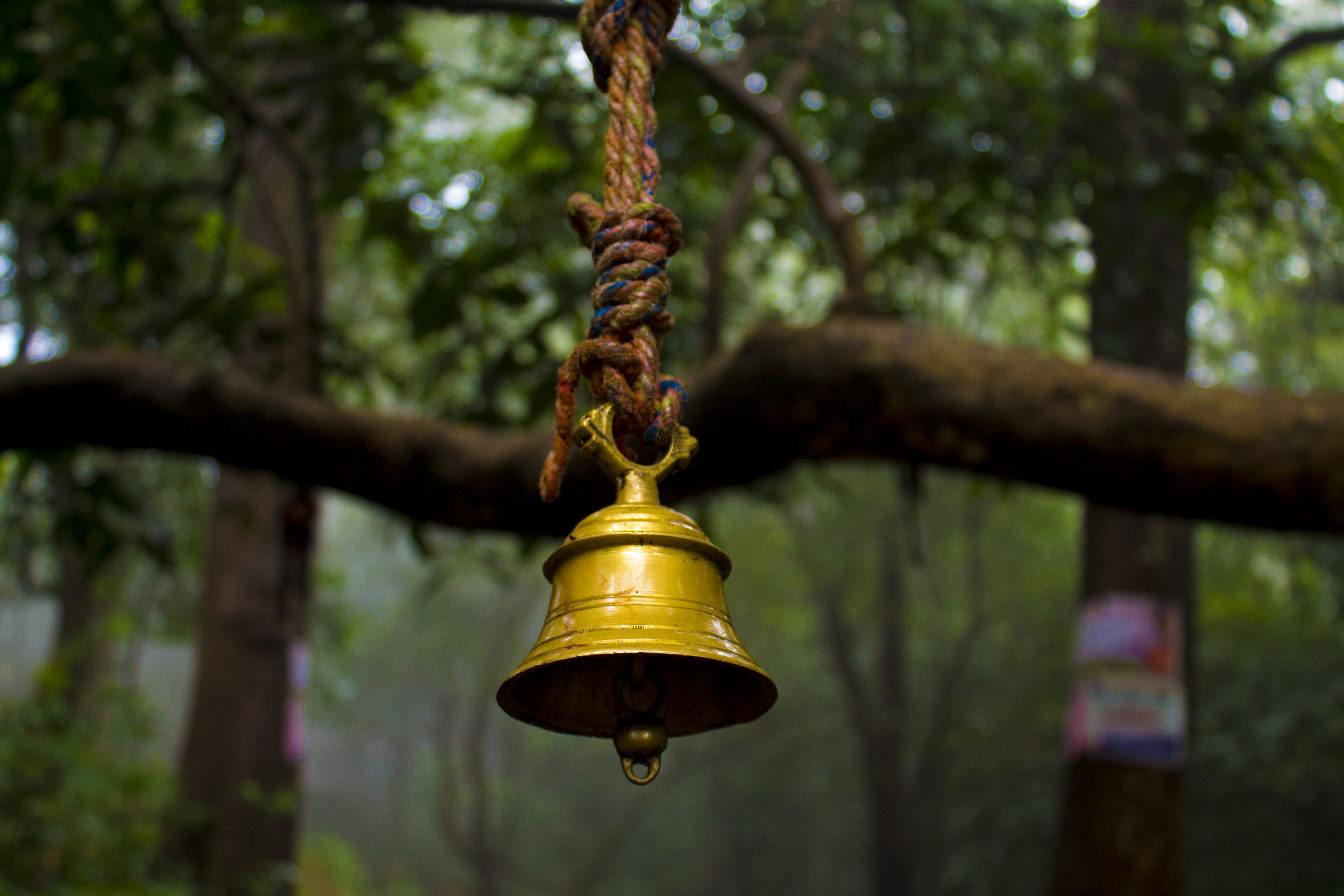
Một quả chuông

Chuông là một vật phát ra âm thanh đơn giản. Chuông cũng là khí cụ âm nhạc và idiophone (tạm dịch: khí cụ phát ra âm không có dây hay màng). Nó thường rỗng, hình cái cốc úp ngược, và vang lên khi gõ vào. Vật gõ vào chuông có thể là quả lắc treo bên trong chuông, hoặc một cái gậy một đầu gắn quả cầu hoặc hình trụ bọc vải.
Chuông thường được làm bằng kim loại đặc biệt là bằng đồng, nhưng chuông nhỏ cũng có thể làm từ gốm hoặc thủy tinh. Chuông có nhiều kích cỡ khác nhau: từ cái rất nhỏ đến những cái nặng hàng chục tấn. Chuông thường xuất hiện ở các công trình tôn giáo, tâm linh như nhà thờ, đền chùa, từ đường... hoặc được treo trên các tháp chuông, đồng hồ, như tháp Big Ben...

## Hình ảnh

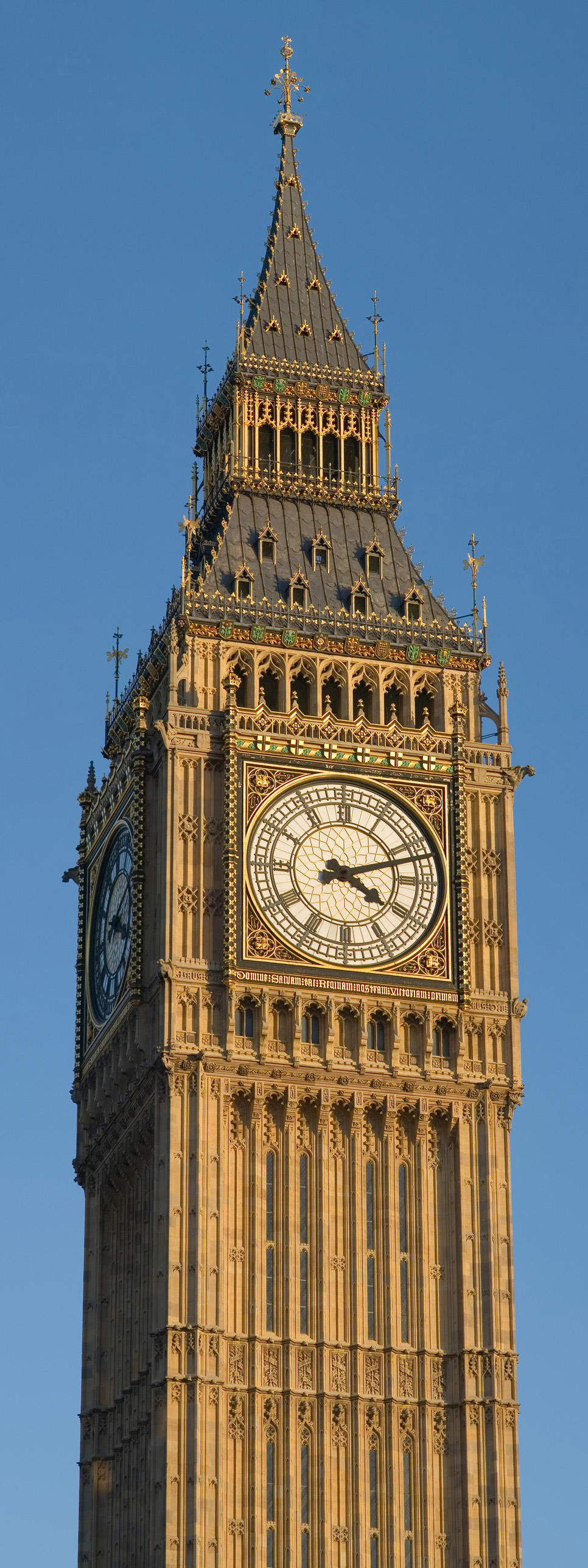
Chiếc chuông trong tháp được biết đến với cái tên Big Ben.
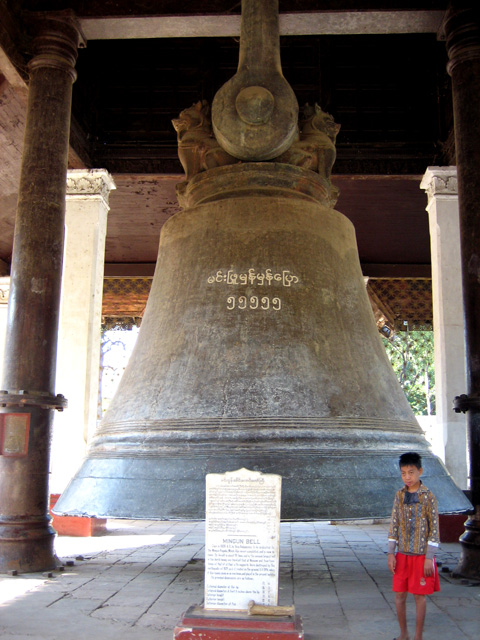
Chuông Mingun nặng 90 tấn.
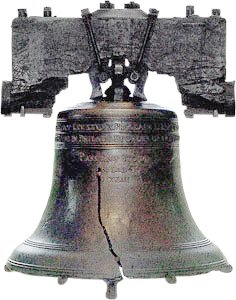
Philadelphia's Liberty Bell.
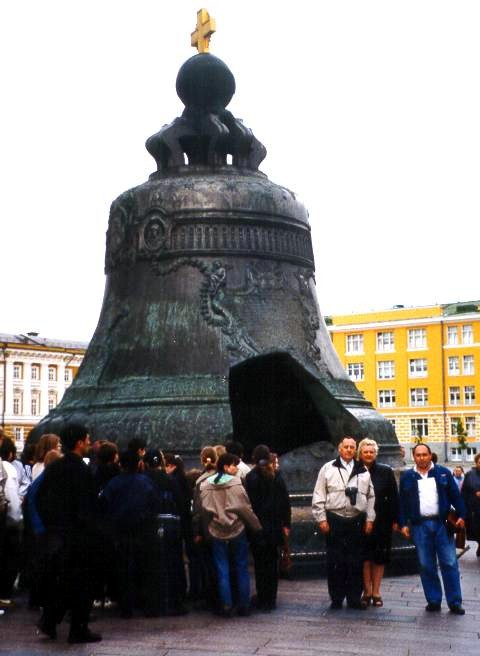
Quả chuông Tsar của nhà Motorins.
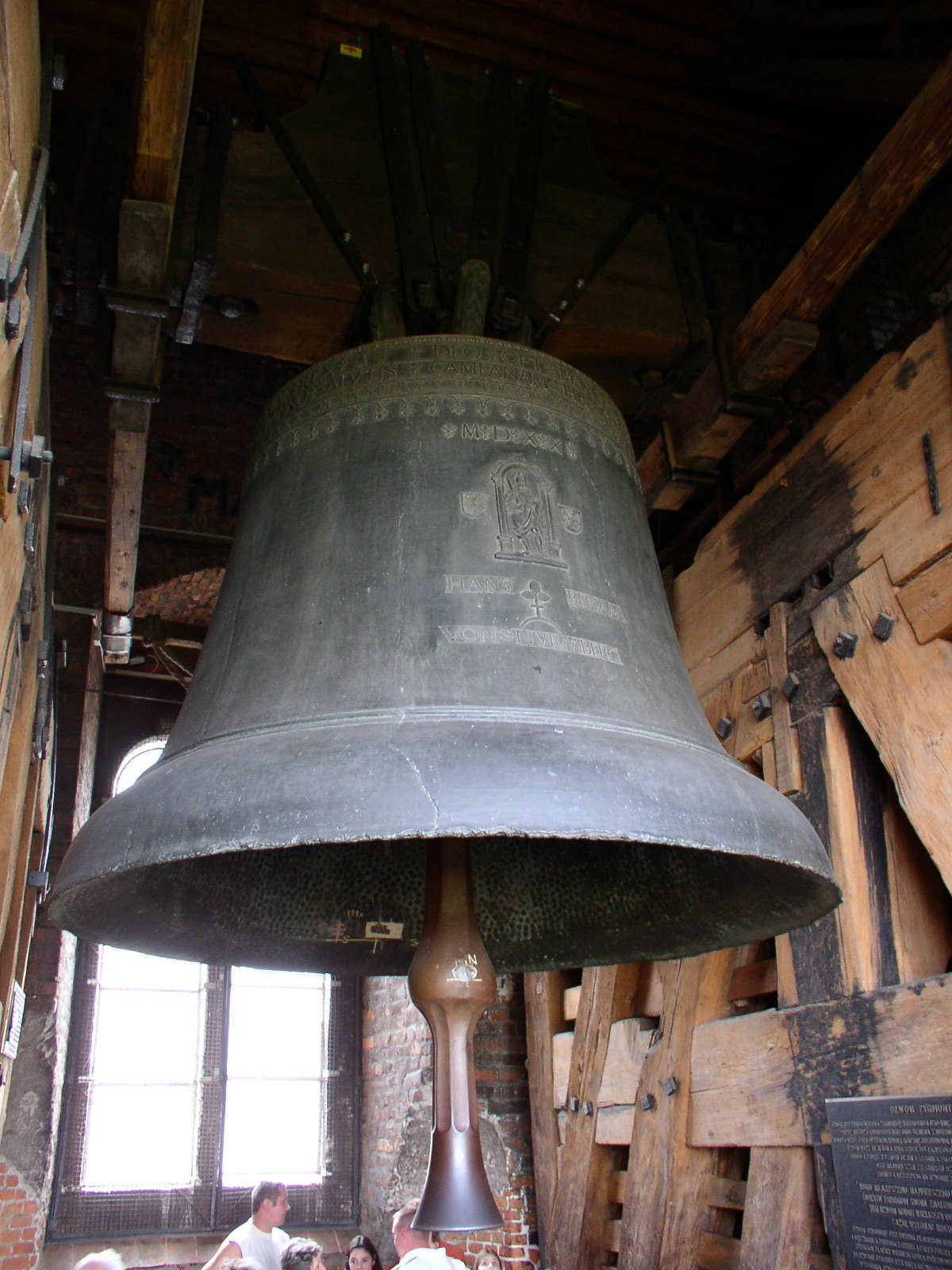
Quả chuông Zygmunt (Sigismund) tại Kraków, Poland.
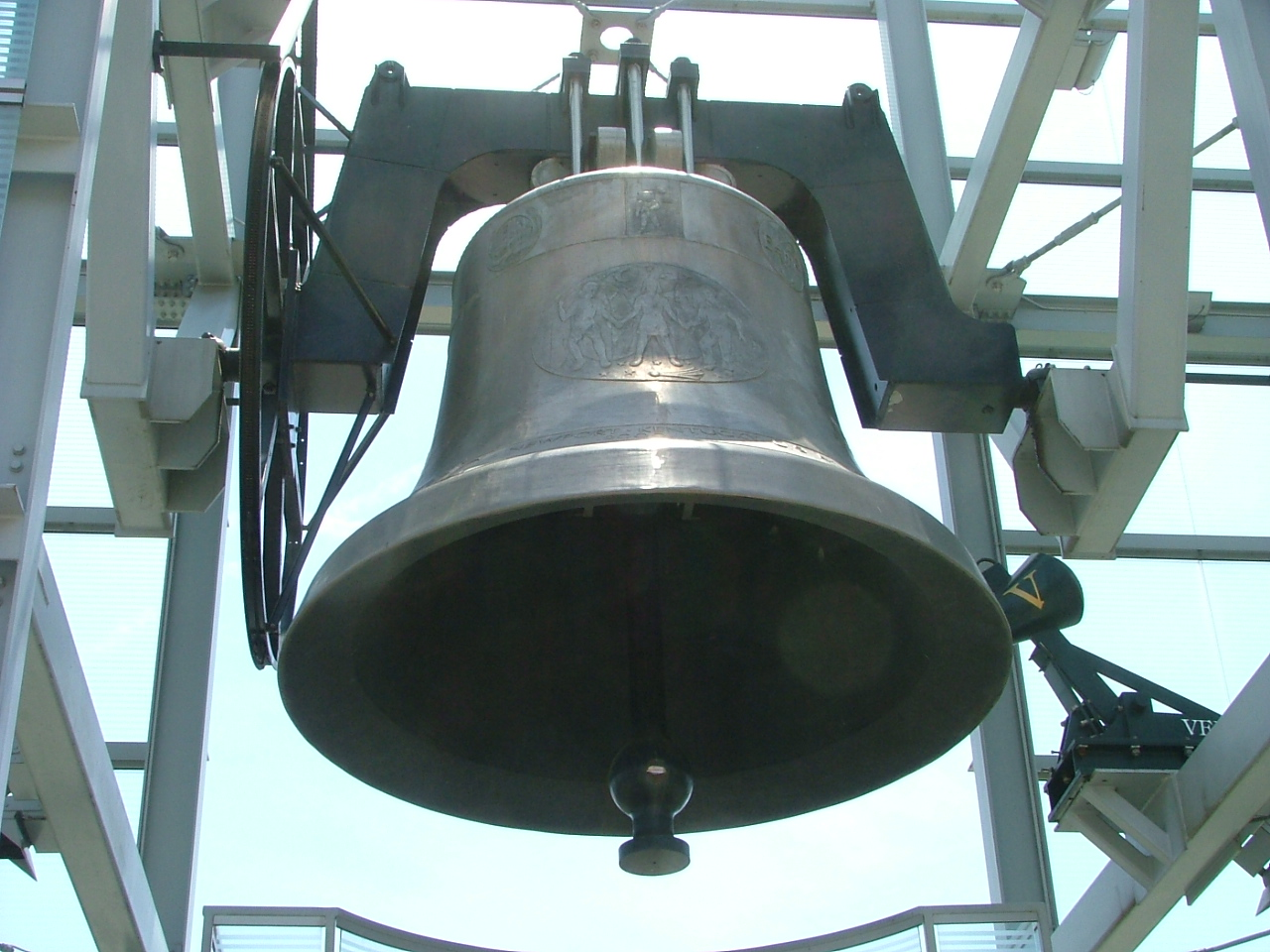
Chuông World Peace Bell tại tiểu bang Kentucky.
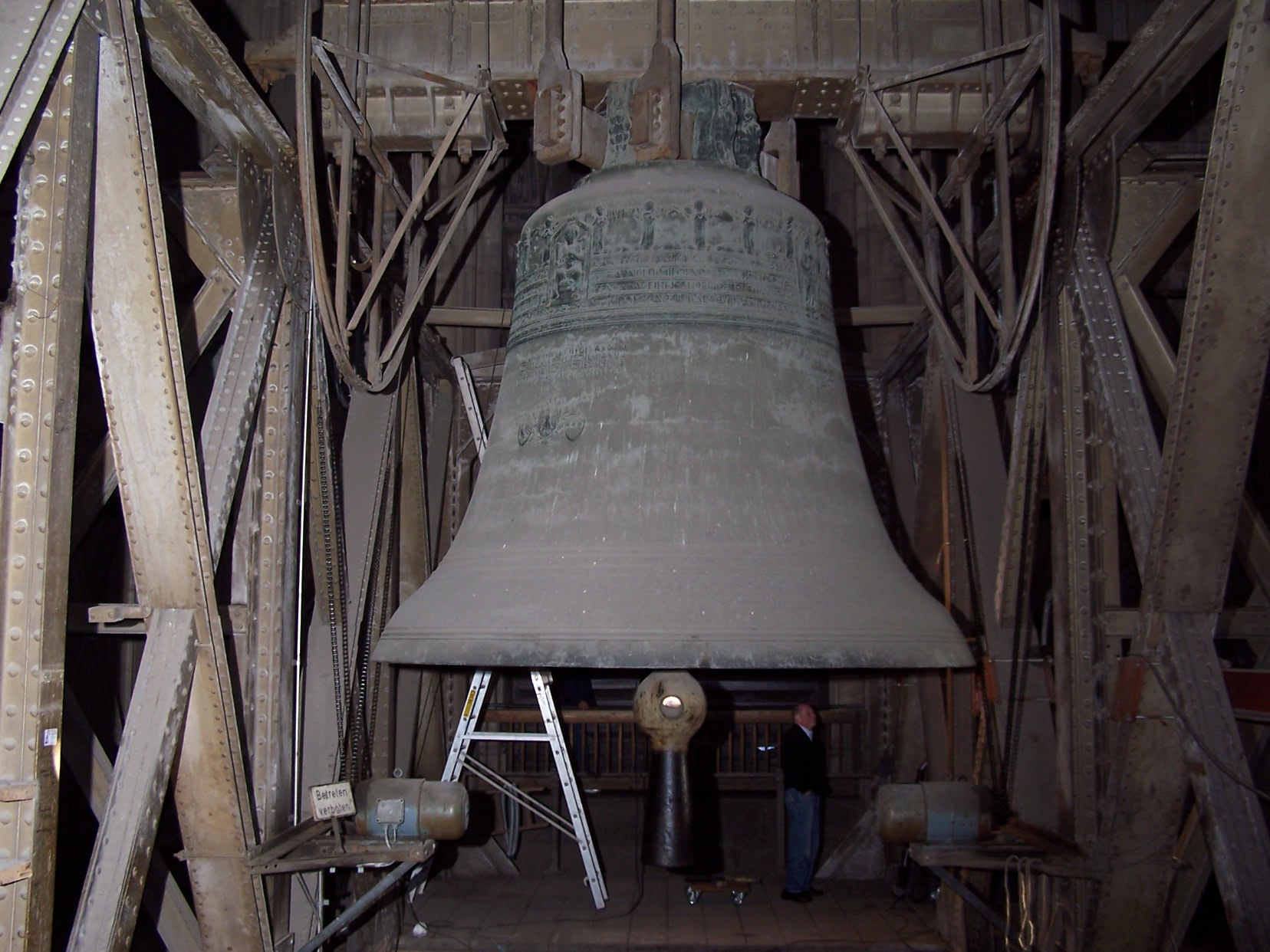
Quả chuông khổng lồ St. Petersglocke so với kích thước của con người.
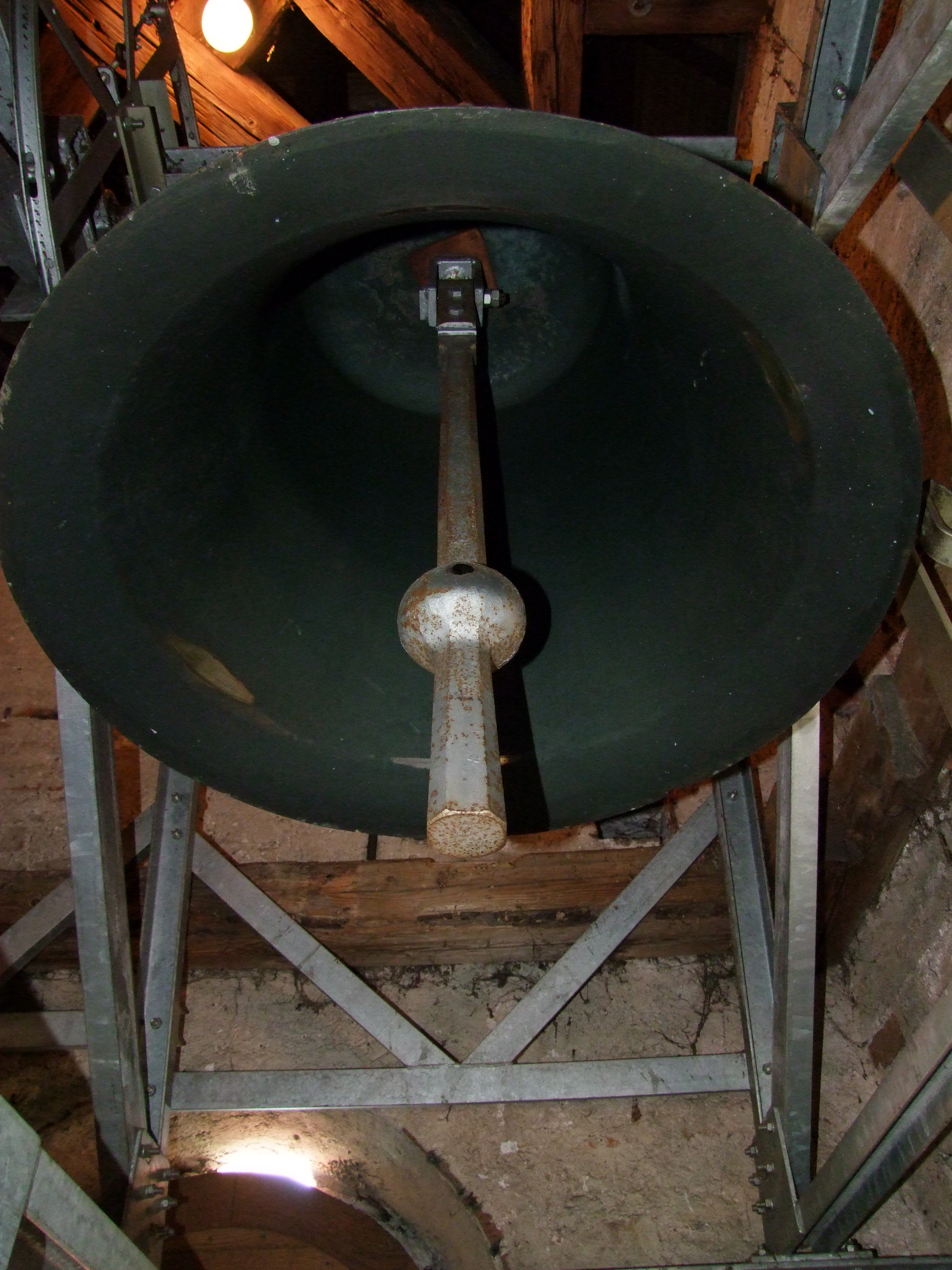
St. Ulrich, Memmingen
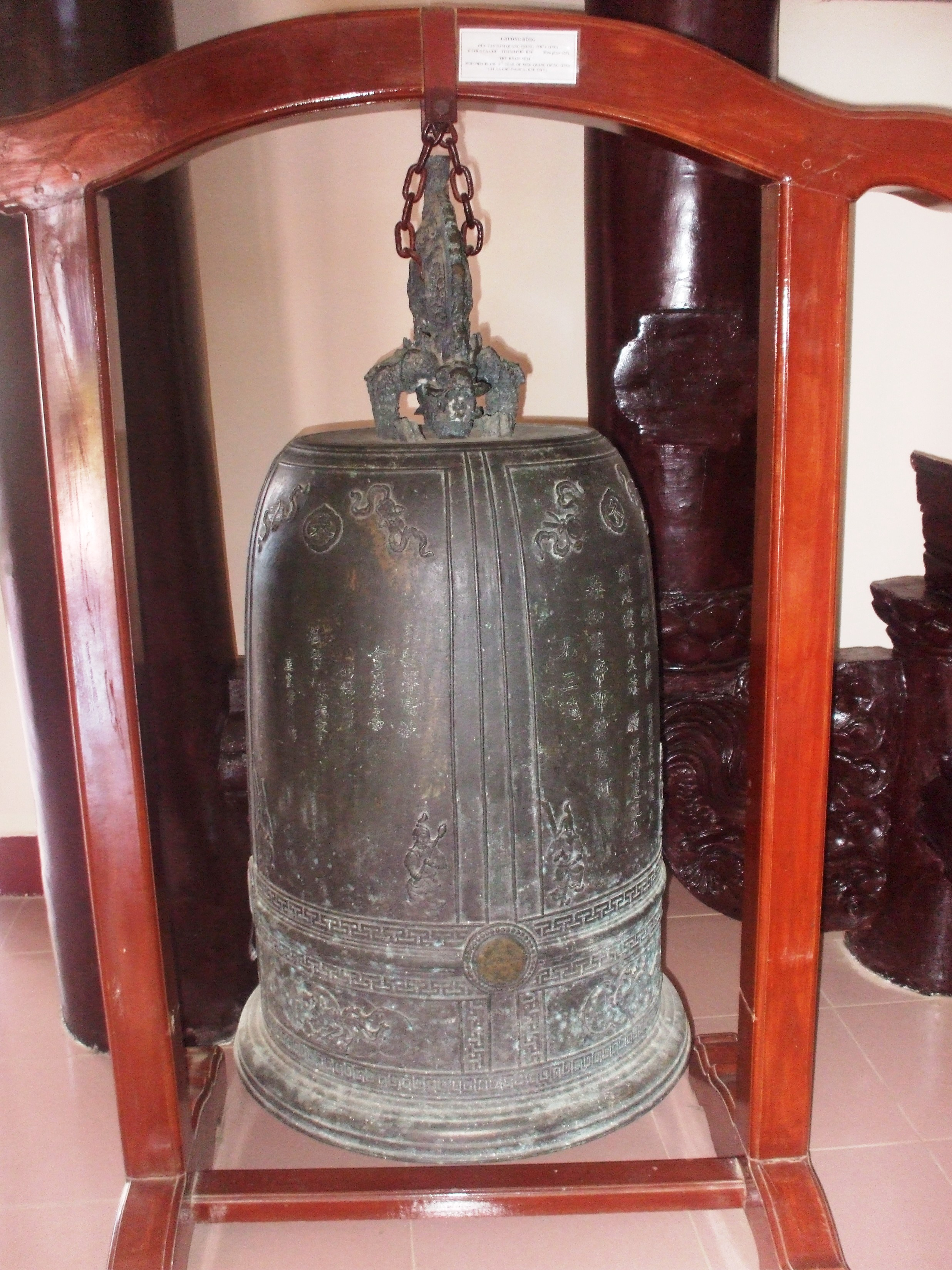
Chuông đồng thời Tây Sơn, Việt Nam.

## Đọc thêm

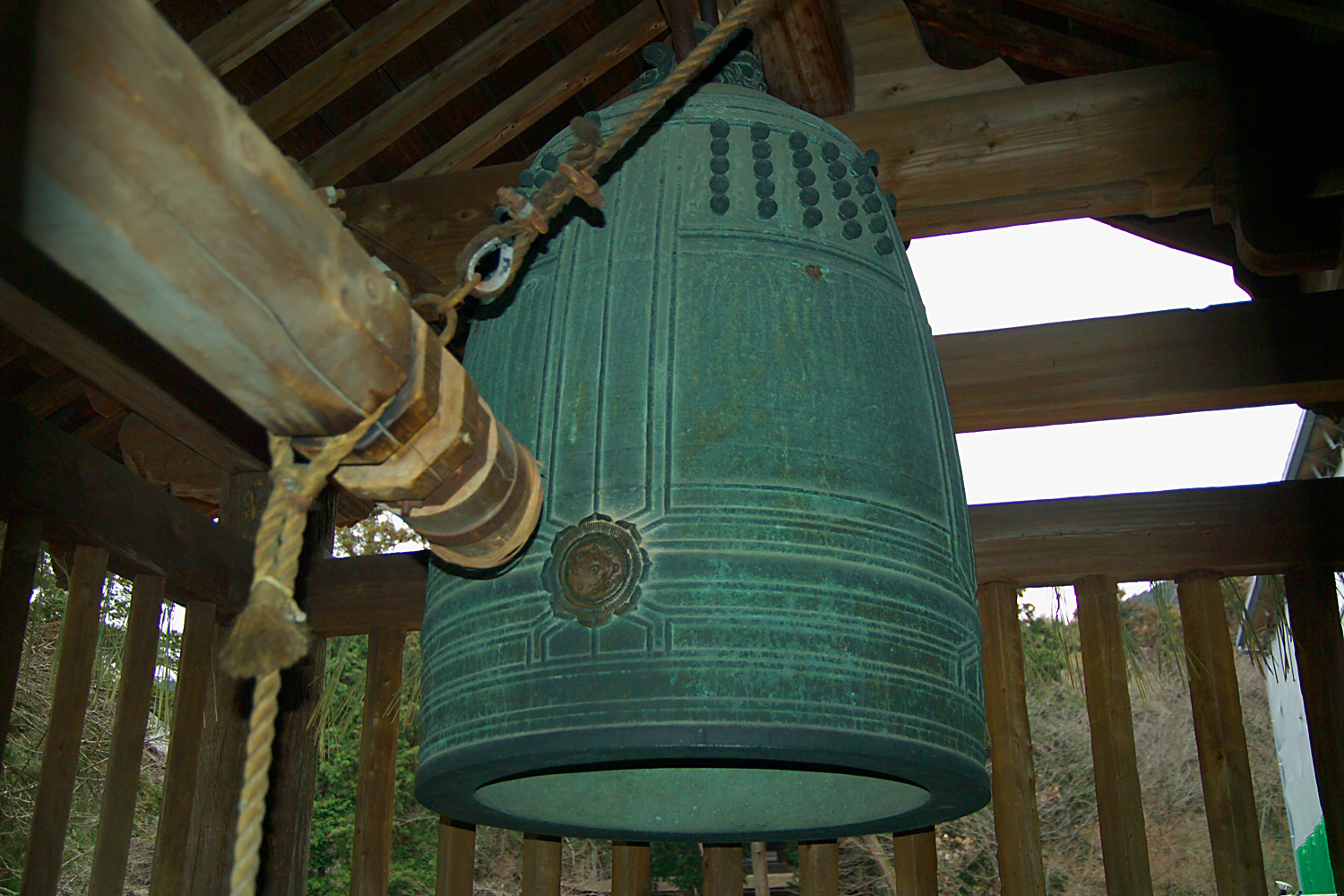